# Eskalátorový tunel

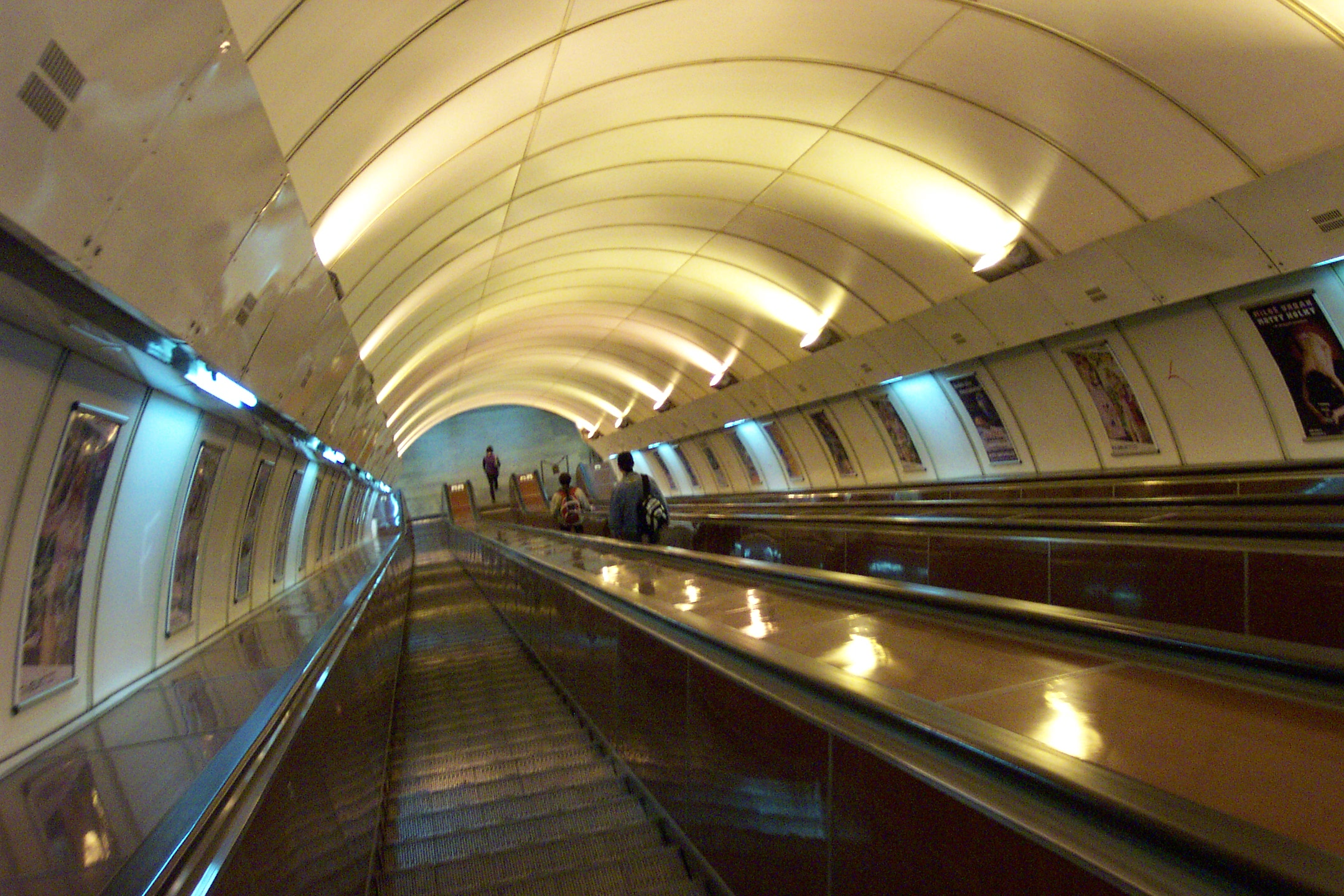
Eskalátory ve vestibulu vedoucí na nástupiště ve stanici metra Jinonice.

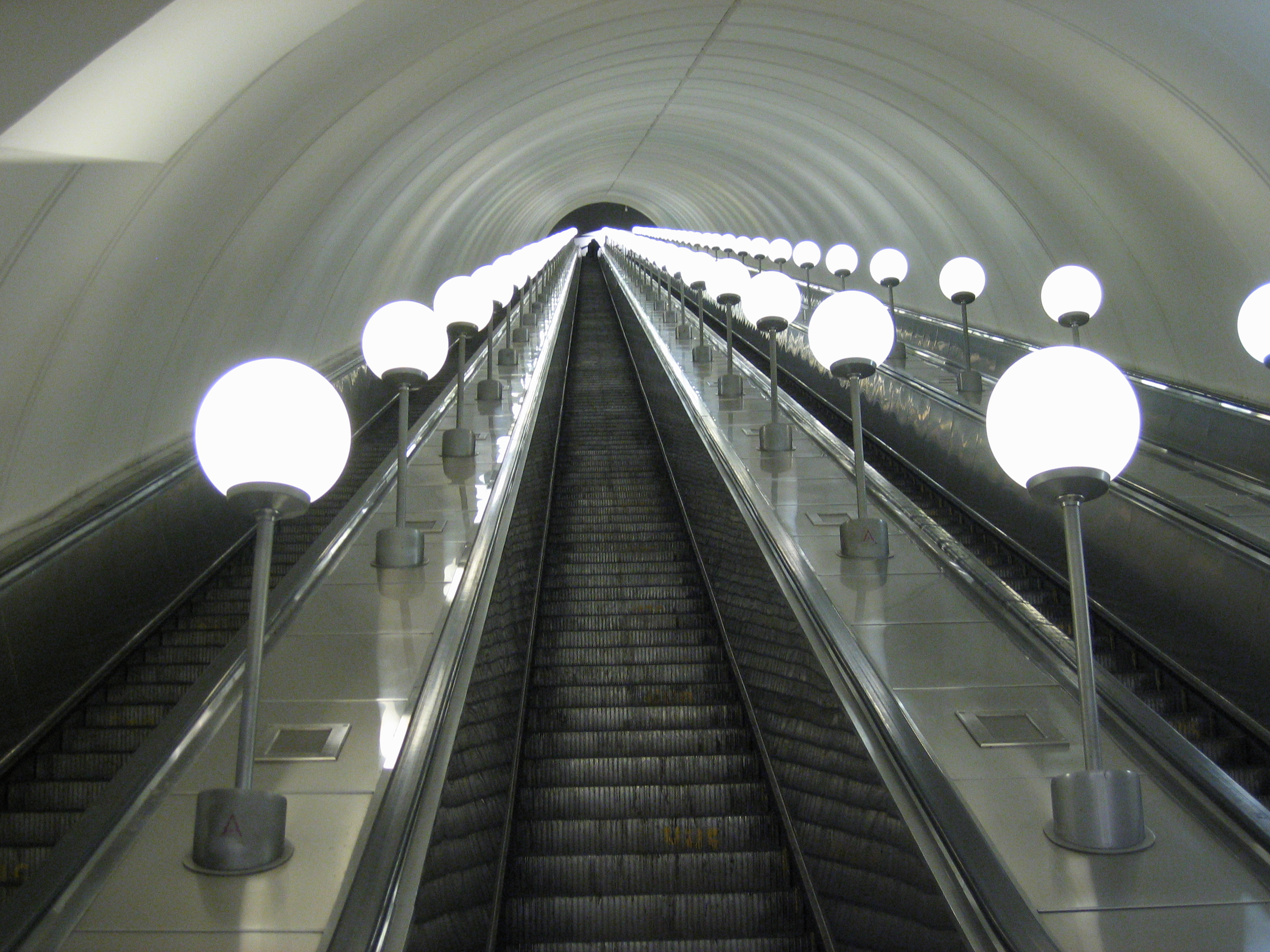
Eskalátorový tunel se 740 schody ve stanici Park Pobědy v moskevském metru

Eskalátorový tunel je šikmý (většinou pod úhlem 30–35 %) ražený tunel, vedoucí zpravidla z povrchu nebo z vestibulu do vlastního nástupiště stanice metra, který obsahuje eskalátory. Eskalátorové tunely se používají také jako spojovací tunely mezi stanicemi na různých linkách metra, v Praze konkrétně ve stanicích Florenc, Muzeum a Můstek.
Tyto tunely se nacházejí často v hlubokých ražených stanicích. Zajišťují vysokokapacitní výměnu cestujících v situaci, kdy by vzhledem k hloubce tunelu a tudíž vysoké vzdálenosti vestibulu od nástupiště nebylo možné užít pevného schodiště, či z důvodu malé přepravní kapacity vystavět obyčejný výtah (jako bývá například v nejhlubších stanicích metra ve Washingtonu D.C.).
Eskalátorové tunely jsou kruhového až elipsovitého průřezu, kdy horní část tunelu slouží cestujícím a ve spodní se pak nachází montážní schodiště pro samotný eskalátor spolu se zpětnou cestou, po které se schody vracejí v nekonečném pásu do místa, odkud vyjely. Většinou bývají v tunelu umístěna tři ramena eskalátorů (každé pro jeden směr + jedno rezervní pro případ opravy či dopravní špičky), mnohde jsou ale instalována i ramena čtyři, a to hlavně v místech velkého dopravního vytížení, jako tomu bývá například v přestupních chodbách mezi jednotlivými raženými stanicemi. V Praze se tunel se čtyřmi rameny eskalátorů nachází například na přestupu ve stanici Florenc, v Moskvě například na přestupní chodbě mezi stanicemi Sretěnskij Bulvar a Trubnaja.
Nejhlubší eskalátorový tunel pražského metra je ve stanici na lince A Náměstí Míru, v Moskvě je to pak tunel s 126 m dlouhými eskalátory ve stanici Park Pobědy (jízda po eskalátorech zde trvá 3 minuty) a ve Washingtonu ve stanici Wheaton.